# Pałac w Juchowie
Pałac w Juchowie – zabytkowy zespół pałacowo-parkowy zlokalizowany w Juchowie (powiat szczecinecki, województwo zachodniopomorskie). 
Zarówno pałac jak i park pałacowy objęte są ochroną konserwatorską. Pałac widnieje pod numerem rejestrowym A/2081 z 19.08.2024, a park pod numerem 1623 z 10 stycznia 1979

## Historia
Wieś powstała w 1570, a jej założycielami byli wywodzący się z Radacza Asmus i Aleksander von Kleist. Majątek pozostawał w rękach von Kleistów do lat 70. XIX wieku. Do 1580 ukończono budowę pierwszej siedziby rodowej. W XVIII wieku postawiono na jej miejscu dwór o dwóch skrzydłach, na rzucie litery L. Całą posiadłość rozbudowano znacząco za czasów Idy Seydwitz von Kleist, w latach 1864-1874, w formie trzyskrzydłowej rezydencji w stylu eklektyzmu. Dobudowano wówczas, nieistniejące wcześniej, skrzydło zachodnie. Całość miała rzut litery U. Część środkowa i skrzydło zachodnie miały charakter dominujący dla całego założenia. Od 1874 (do 1945) właścicielami majątku była rodzina Dennig wywodząca się z Pforzheim. 
W 1930 przebudowano pałac po pożarze. Wieś zyskała w tym czasie rozległy zespół budynków gospodarczych. W skład klucza dóbr w okresie międzywojennym wchodziły ziemie na terenie wsi Zamęcie, Jeziorki, Cegielnia i Kądzielnia. Biblioteka pałacowa była drugą co do wielkości w rejonie, po księgozbiorze gimnazjum w Szczecinku. Po 1945 na w pałacu funkcjonowało więzienie (potem szkoła i przedszkole). W latach 80. XX wieku opuszczony pałac zaczął niszczeć. W 1990 nabyła go osoba prywatna.

## Architektura

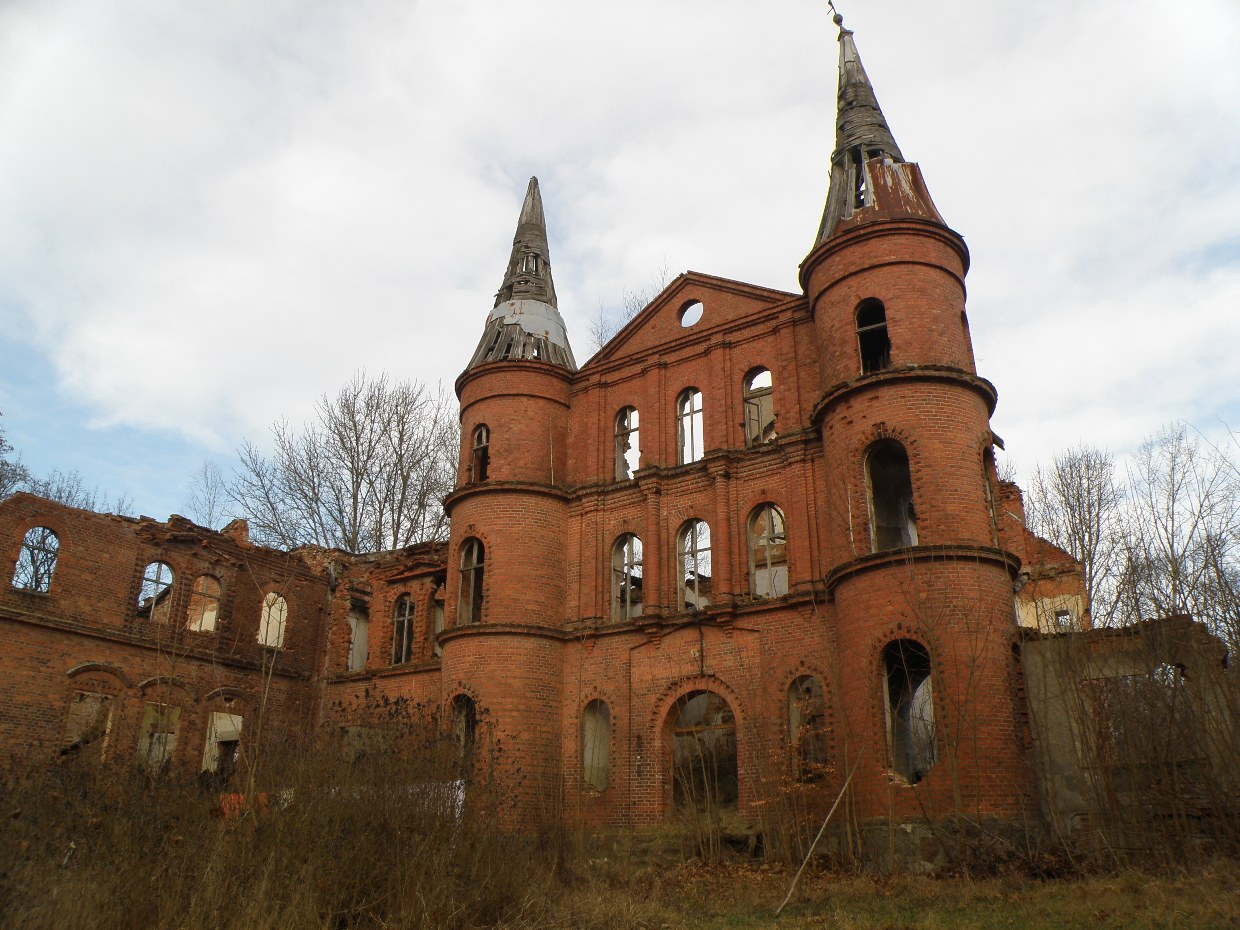
Fasada główna

Pałac ma powierzchnię 1000 m² i kubaturę 6000 m³. Otacza go 11-hektarowy park krajobrazowy zaprojektowany przez księcia Hermanna von Pückler-Muskau. Park wykorzystuje naturalne warunki terenowe, tj. stromą skarpę jeziora Juchowo, podmokłe łąki i las bukowo-dębowy. 
Obecna rezydencja pochodzi z 1874 i jest wzniesiona na fundamentach wcześniejszego dworu z XVIII wieku. Jest założeniem eklektycznym, które swoją formą i wielkością wyróżniało się spośród majątków junkrów pomorskich. Obiekt jest ceglany, na kamiennej podmurówce, a jego elewacje są wzbogacane licznymi detalami, w tym strzelistymi wieżyczkami. Zespół zabytkowy uzupełniają zabudowania folwarczne z gorzelnią, wzniesione około 1900. Obecnie pałac pozostaje w ruinie.